# Les Markurell de Wadköping

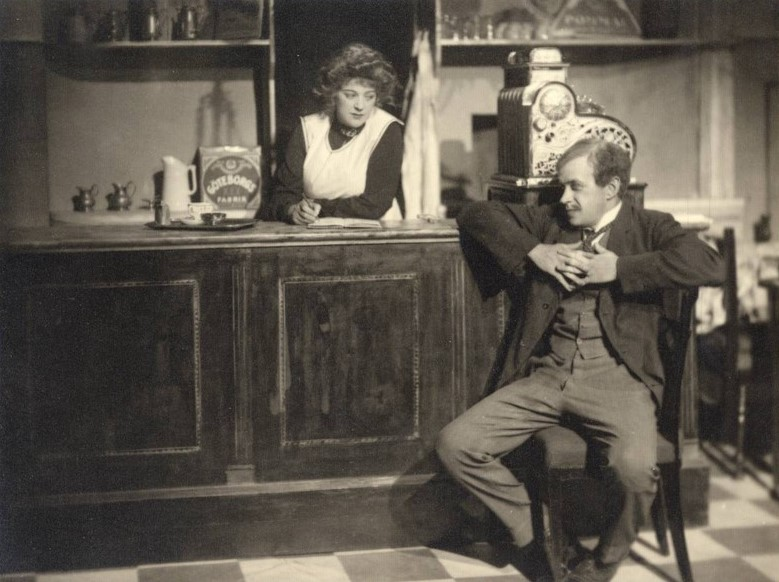
Scène du film Les Markurell de Wadköping.

Les Markurell de Wadköping (titre original : Markurells i Wadköping) est un film suédo-allemand de Victor Sjöström, sorti en 1931.

## Fiche technique
- Titre du film : Les Markurell de Wadköping
- Titre original : Markurells i Wadköping
- Réalisation : Victor Sjöström
- Scénario : Hjalmar Bergman et Paul Merzbach
- Production : Minerva Film AB et Terra-Filmkunst
- Pays d'origine :  Suède et Allemagne  République de Weimar
- Durée : 1heure 36 minutes
- Sortie : 16 février 1931

## Distribution
- Victor Sjöström
- Pauline Brunius
- Sture Lagerwall
- Brita Appelgren
- Sture Baude
- Nils Lundell
- Gunnar Klintberg
- Bror Olsson
- Einar Fröberg